# Dacryodes costanensis
Dacryodes costanensis là một loài thực vật có hoa trong họ Burseraceae. Loài này được Steyerm. mô tả khoa học đầu tiên năm 1975.